# كاتشا جروب
مجموعة كاتشا (بالإنجليزية: Catcha Group)‏ هي شركة استثمار ورأس المال الاستثماري خاصة متخصصة في الاستثمارات في قطاع التكنولوجيا. تأسست المجموعة الاستثمارية في سنة 2004. والتي أسسها رجل الأعمال باتريك غروف. تستثمر الشركة في المقام الأول في وسائل الإعلام الجديدة، الإعلانات المبوبة على الإنترنت، والأعمال التجارية والتجارة الإلكترونية وما إلى ذلك. تشكلت الشركة في بدايتها عام 1999 حيت كانت تسمى ب Catcha.com بهدف بناء أكبر شبكة محرك بحث على الإنترنت في جنوب شرق آسيا لمنافسة عملاق محرك بحث على الإنترنت " Google" قبل أن تتحول إلى مجموعة استثمارية في سنة 2004. وتطمح الشركة للاستثمار في سنغافورة واستراليا والصين والهند وأجزاء أخرى من آسيا. ويوجد مقر المجموعة في كوالالمبور (ماليزيا). وقد ثم إدراجها في بورصة الأوراق المالية الأسترالية بنجاح. وتقدر موجودات المجموعة الاستثمارية بحوالي مليار دولار أمريكي. مع تطور مستمر.